# Diaspora Persbureau
Het Diaspora Persbureau (DP) is een persbureau dat nieuwsberichten publiceert van de Surinaamse diaspora in met name Europa. Het richt zich op personen van Surinaamse afkomst en anderen die affiniteit hebben met het historische of culturele Surinaamse erfgoed.
Het werd begin augustus 2020 opgericht en is een initiatief van personen en organisaties in Nederland, Frankrijk (inclusief Frans-Guyana), Guyana, België, Duitsland, Engeland en Zwitserland. DP levert nieuws aan dagbladen, nieuwswebsites, omroepen en andere media. Het bureau staat onder supervisie van Eric Mahabier, een Surinaamse journalist die jarenlang in Suriname heeft gewerkt voor De Ware Tijd en zich daarna in Nederland vestigde. Het netwerk aan aangesloten journalisten, schrijvers en wetenschappers levert de berichten als vrijwilligerswerk.
Enkele van de eerste berichten handelden over de interesse vanuit de Nederlandse VVD voor stimulering van de handelsrelatie met Suriname en het bezoek van minister Albert Ramdin van BIBIS aan Nederland in 2020.